# Mike Verdu
Michael „Mike“ Verdu (* 28. Dezember 1964 in Washington) ist ein US-amerikanischer Manager sowie Produzent und Autor von Computerspielen.

## Leben
Verdu wurde am 28. Dezember 1964 in Washington geboren. Sein Vater war für eine Gewerkschaft tätig, seine Mutter war Tanzlehrerin. Seine Eltern zogen mit ihm wenig später ins Ausland; mit 17 kehrte er in die Vereinigten Staaten zurück. Er studierte am Rensselaer Polytechnic Institute im 600 km von Washington entfernten Troy. Er beendete sein Studium nicht, da ihm die Firma Advanced Technology, die IT-Dienstleistungen für das US-amerikanische Verteidigungsministerium erbrachte, eine lukrative Stelle als Programmierer anbot. 1985 verließ er Advanced Technology und gründete im Alter von 20 Jahren das Softwareunternehmen Paragon Systems, das Software für das Verteidigungsministerium produzierte. Paragons Programme wurden für die Wartung von U-Booten der Ohio- und Los-Angeles-Klasse eingesetzt. Die Firma half außerdem anderen Firmen mit ihren Programmierkapazitäten aus, so dem Spielesoftware-Start-up Challenge Inc. des Autors Bob Bates, der Textadventures für den Branchenprimus Infocom entwickelte. Im September 1987 verkaufte Verdu Paragon Systems, das mittlerweile 25 Angestellte hatte, an den IT-Dienstleister American Systems Corporation, bei dem er die folgenden drei Jahre als Bereichsleiter für Softwareentwicklung tätig war.
Nachdem mit dem Ende des Kalten Krieges die Verteidigungsbudgets sanken, machte Verdu seine Leidenschaft für Computerspiele zum Beruf und gründete 1989 gemeinsam mit Bob Bates, der mittlerweile von der Schließung von Infocom betroffen war, das Entwicklerstudio Legend Entertainment, das Textadventures produzierte und als Publisher selbst veröffentlichte. Verdu war CEO des Unternehmens und blieb dies bis zum Verkauf an GT Interactive im November 1998. Legend Entertainment wurde nach der Übernahme als Studio in die Produktionsprozesse von GT Interactive (bzw. ab 1999 des neuen Eigentümers Infogrames) eingegliedert, und Verdu und Bates fungierten als Leiter des Studios, das sich auf die Produktion von Ego-Shootern fokussierte.
Von Juli 2002 bis Mai 2009 war Verdu für EA Los Angeles tätig, zunächst als Produzent, ab 2005 als Bereichsleiter für Echtzeit-Strategiespiele, ab 2007 dann als Geschäftsführer. In sieben Jahren bei EA Los Angeles verantwortete er Titel wie Command & Conquer 3: Tiberium Wars oder Der Herr der Ringe: Die Schlacht um Mittelerde 2. Von Juni 2009 bis August 2012 war Verdu Chief Creative Officer beim US-amerikanischen Browserspiel-Anbieter Zynga. Zu dieser Zeit hatte Zynga einen Börsenwert von knapp neun Milliarden US-Dollar. Im September 2012 verließ er Zynga, um das unabhängige Entwicklungsstudio TapZen zu gründen. Das Startkapital stammte von seinem vormaligen Arbeitgeber, später stieg der chinesische Techkonzern Tencent ein. TapZen wurde im Januar 2015 vom Browser- und Handyspieleproduzenten Kabam aufgekauft, und Verdu wechselte als Chief Creative Officer zu den Kanadiern. Nachdem Kabam im Dezember 2016 vom südkoreanischen Spieleproduzenten Netmarble aufgekauft worden war, wechselte Verdu wieder zu Electronic Arts, diesmal als Geschäftsführer von EA Mobile. Ab Mai 2019 war er „vice president content“ für Augmented Reality und Virtual Reality für den Bereich Oculus Rift bei Facebook. Im Juli 2021 wechselte er auf den Posten des Geschäftsführers der neuen Computerspielesparte bei Netflix.
Verdu ist verheiratet und lebt in Kalifornien.

## Werk
Verdus Fokus in Bezug auf Spiele lag seit jeher auf seiner Tätigkeit als Manager und Produzent. In den zehn Jahren als Geschäftsführer von Legend Entertainment war er jedoch auch im kreativen Bereich tätig. Mission Critical von 1995 war dabei das einzige narrative Spiel, das er komplett alleine schrieb. An den Skripten für Gateway und Gateway II: Homeworld sowie für den Ego-Shooter Unreal II: The Awakening war er beteiligt; zu Gateway II trug er etwa die Hälfte bei.
Auf Verdu geht die Tradition bei Legend Entertainment zurück, literarische Vorlagen zu lizenzieren und als Vorbild für Spiele zu nutzen. Als die Firma 1991 vor dem Problem stand, mit zwei hauptberuflichen Autoren (Bob Bates und Steve Meretzky) zu wenig Kapazitäten für neue Spiele zu haben, schlug Verdu das Lizenzmodell vor, um Zeit beim Gamedesign einzusparen. Als Fan des Werks von Frederik Pohl brachte er die Gateway-Trilogie ins Spiel. Bob Bates ließ seine aus Infocom-Zeiten bestehenden Kontakte spielen und organisierte die Lizenz. Als Autor der Umsetzung schlug Verdu sich selbst vor. Zwar hatte er keine Erfahrung in diesem Metier, aber Legend fand einen Weg, den Tatendrang des Geschäftsführers in geordnete Bahnen zu lenken: Das Schreiben des Skripts wurde auf drei unerfahrene, aber enthusiastische Neuautoren verteilt (Verdu, Programmierer Glen Dahlgren und Produzent und Musiker Michael Lindner), die ihrerseits von Bates angeleitet wurden. Das System funktionierte gut, Gateway wurde von der Presse sehr gut aufgenommen. Weitere konventionelle Schriftsteller, deren Werke von Legend für Computerspiele lizenziert wurden, waren Piers Anthony (Companions of Xanth), Terry Brooks (Shannara) und Spider Robinson (Callahan's Crosstime Saloon).
In Mission Critical befasste sich Verdu 1995 mit Evolution und Potenzial von künstlicher Intelligenz. Seine zentrale Fragestellung war die nach dem Umgang der Menschen mit dem Erwachen einer künstlichen Intelligenz als tatsächlich neue Lebensform, nicht als in der Literatur zuvor gängige anthropomorphe Reflexion des Menschen. Den aktuellen Evolutionsstand des Menschen betrachtete Verdu dabei als bloße Zwischenform im Rahmen einer weiteren Evolution.

## Rezeption
Das Byte-Magazin ernannte Mission Critical zum Spiel des Jahres 1995. Bei der Preisvergabe „Year in Review 1995“ des US-Printmagazins Computer Game Review heimste Mission Critical die Preise in den Kategorien „Adventure of the Year“ und „Best Graphics of the Year“ ein.

## Ludografie (Auswahl)
- 1990: Spellcasting 101 (Produzent, Legend Entertainment)
- 1991: Timequest (Co-Produzent, Legend Entertainment)
- 1992: Gateway (Co-Produzent, Co-Autor, Legend Entertainment)
- 1993: Gateway II: Homeworld (Co-Produzent, Legend Entertainment)
- 1993: Eric the Unready (Co-Produzent, Legend Entertainment)
- 1994: Superhero League of Hoboken (Co-Produzent, Legend Entertainment)
- 1995: Mission Critical (Autor, Legend Entertainment)
- 1999: The Wheel of Time (Co-Produzent, Legend Entertainment)
- 1999: Unreal Mission Pack 1: Return to Na Pali (Produzent, Legend Entertainment)
- 2003: Unreal II: The Awakening (Autor, Legend Entertainment)
- 2003: Command & Conquer: Generals (Produzent, EA Los Angeles)
- 2006: Der Herr der Ringe: Die Schlacht um Mittelerde 2 (Produzent, EA Los Angeles)
- 2007: Command & Conquer 3: Tiberium Wars (Produzent, EA Los Angeles)